# گل‌ساعتی لیموآب
گل‌ساعتی لیموآب (انگلیسی: Passiflora laurifolia) گیاهی رونده با شاخه‌های تقریباً قوی از خانوادهٔ گل ساعتی می‌باشد که شاخه‌های آن تا حدود ۱۰ متر یا بیشتر رشد می‌کنند و کم و بیش چوبی یا انعطاف‌پذیر هستند.